# Гоце Смилевски
Гоце Смилевски (мкд. Гоце Смилевски, Скопље, 1975) је македонски књижевник, добитник награде Европске уније за књижевност.

## Биографија
Гоце Смилевски је рођен у Скопљу, 1975. године. Дипломирао је на Филолошком факултету „Блаже Конески“ - Скопље. Образовање је продужио на Карловом универзитету у Прагу и на  Централноевропском универзитету у Будимпешти. Смилевски је радио као продавач кристалних предмета у Прагу и професор македонскога језика у Кавадарцима. Тренутно је запослен у Институту за македонску књижевност у Скопљу.

## Стваралаштво
Године 2000, издавачка кућа „Сигмапрес“ из Скопља је објавила његов роман Планета неискуства. За роман Разговор са Спинозом (2002) је добио награду Роман године "Утринског весника". За роман Сестра Сигмунда Фројда (2007) је 2010. године добио је Награду Европске уније за књижевност и Награду за медитеранску културу. Накнадно су права на објављивање романа Сестра Сигмунда Фројда откупили издавачи из Сједињених Америчких Држава, Велике Британије, Француске, Шпаније, Италије, Португала, Бразила, Холандије, Србије, Хрватске, Бугарске, Израела, Мађарске, Норвешке, Данске, Турске, Словеније, Чешке. Године 2011, на позоришном фестивалу „Војдан Чернодрински“ Прилепу, је добио награду за драмски текст, за представу Спиноза, у продукцији Mal Dramski Teatar - Битола  и Драмски театар - Скопље.
Године 2015, издавачка кућа „Дијалог“ је објавила роман Смилевског Повратак речи.

## Награде
Добитник је следећих награда и признања:
- Награда Европске уније за књижевност за роман Сестра Сигмунда Фројда,
- Награда за медитеранску културу за роман Сестра Сигмунда Фројда,
- Роман године "Утринског весника" за роман Разговор са Спинозом,
- Награде аустријскога и македонскога ПЕН Центра за драму Три кратка плесна корака преко границе,
- Награде Централноеуропске иницијативе за најбољег европског писца до 35 година.